# Myrmecoris gracilis
La chinche hormiga (Myrmecoris gracilis) es una especie de hemíptero heteróptero de la familia Miridae. Es la única especie del género Myrmecoris.

## Características
Miridido de pequeño tamaño, entre 40 y 60 mm, para identificarla y comprobar que se trata de una chinche hay que observar detenidamente la trompa suctora. Aspecto, movimientos y olor tan parecidos a la hormiga que esta no la reconoce como distinta.

## Distribución
Se distribuye por casi toda Europa, siendo regular y frecuente, habitando en los bosques mixtos de fronda. Se alimentan exclusivamente de pulgones, los huevos invernan entre la hojarasca y las ninfas aparecen en primavera y son casi idénticas a las chinches adultas, tanto las ninfas como las adultas viven en sociedad con las hormigas.
- Datos: Q1956786
- Multimedia: Myrmecoris gracilis / Q1956786
- Especies: Myrmecoris gracilis